# ضحايا الثورة الإيرانية
يختلف المراقبون في تحديد عدد القتلى الذين سقطوا أثناء الثورة الإيرانية الإسلامية. فيتراوح عدد الضحايا في صفوف المتظاهرين والثوريين الذين سقطوا على يد نظام الشاه أثناء الثورة بين 60000 وقرابة 3000، وذلك وفقًا للتقديرات وما إذا كانت صادرة عن الحكومة الإسلامية أو عن مؤرخي الدول الغربية. بينما تقدر جماعات حقوق الإنسان أعداد المتظاهرين والسجناء السياسيين الذين قضوا نحبهم على يد النظام الإسلامي الجديد بعد سقوط الشاه بعدة آلاف.

## أثناء النظام الملكي
ذكر آيت الله روح الله الموسوي الخميني، زعيم الثورة أن «60000 من الرجال والنساء والأطفال قد استشهدوا على يد نظام الشاه»، ويظهر هذا الرقم في دستور الجمهورية الإسلامية. ووفقًا لأحد أعضاء البرلمان الإيراني فإن أكثر من «70000 شهيد و100000 جريح... سقطوا وهم يناضلون من أجل تدمير النظام الملكي الفاسد».
وفي الآونة الأخيرة، أظهر إحصاء قام به عماد الدين باغي، وهو باحث في مؤسسة الشهداء (بونياد شهيد)، أن عدد الضحايا أقل من ذلك بكثير. وقد وجد باغي أنه في الفترة بين 1963 و1979، كان قد سقط 3164 قتيلاً من بين الحركة المناهضة للشاه. وفي إيران، استطاعت مؤسسة الشهداء، التي تأسست بعد الثورة لتعويض الناجين من الثوار، تحديد 744 شهيدًا في طهران، حيث من المفترض أن تكون قد سقطت أغلبية الضحايا. وقدر مكتب الطبيب الشرعي ومقبرة طهران الرئيسية، بهشت الزهراء، عدد الشهداء بنحو 895 و768 شهيدًا، على التوالي.

### وفقًا للتاريخ
وفقًا لمجموعة واحدة من «شهداء الثورة»،
- وفاة 35 متظاهرًا في الشهور الثمانية الأولى من عام 1978،
- 33 في شهريور (أغسطس وسبتمبر 1978)
- 18 في مهر (سبتمبر وأكتوبر 1978)، عندما تحولت الثورة إلى إضرابات بدلاً من احتجاجات الشوارع.

وعندما تم تثبيت النظام العسكري في مهر 1978، قفز عدد الوفيات إلى
- 45 في آبان (أكتوبر ونوفمبر 1978)، ثم إلى
- 85 في عازار (شهري نوفمبر وديسمبر 1978)،
- 137 في داي (ديسمبر 1978 - يناير 1979)
- 179 في بهمن (يناير - فبراير 1979)."[5]

### مظاهرة 19 داي في مدينة قم
كانت مظاهرة 9 يناير 1978 (19 داي 1356) في مدينة قم المقدسة ضد قصة التشهير التي نشرت عن آية الله الخميني هي أولى المظاهرات الضخمة للثورة. وكان العدد الرسمي للقتلى الذي أعلنه النظام الملكي تسع وفيات. بينما أبلغ الدبلوماسيون الأمريكيون واشنطن أن عدد القتلى يتراوح بين 20 إلى 30 قتيلاً، ثم وصل العدد إلى أربعة عشر. وعلى الفور، انتشرت الشائعات أن مائة أو أكثر قد قتلوا، و«تراوحت تقديرات المعارضة حتى وصلت إلى 300 قتيل». أما عن الرأي العام في ذلك الوقت كما هو مبين في «استطلاع صغير في طهران الأسبوع التالي»، فقد عكس «تصديق الكثير من الناس لأرقام الضحايا التي أعلنتها المعارضة وليست الحكومة».
بينما أظهرت قائمة جمعت مؤخرًا من قبل مركز وثائق الثورة الإسلامية، وهو «مؤسسة موالية للثورة» أن عدد الوفيات بلغ 5 شهداء سقطوا في المظاهرة.

### مظاهرة 29 بهمن في تبريز
بعد 40 يومًا، في 18 فبراير 1978، (29 بهمن)، خرجت مجموعات في عدد من المدن لتكريم الشهداء والتظاهر ضد حكم الشاه. وقد حرّكت الدولة "القوات والدبابات من القواعد القريبة". وهذه المرة، اندلعت أعمال عنف في مدينة تبريز شمال غرب البلاد. ووفقًا للمعارضة، قتل خمسمائة متظاهر، ووفقًا للحكومة فقد كانوا عشرة فقط. "ومع ذلك، ذكر استعراض حديث للأحداث يتسم بموالاته للثورة بشكل قاطع أن إجمالي الوفيات بلغ 13 قتيلاً.

### «الجمعة السوداء»، 17 شهريور
وقعت الاشتباكات بين الحكومة والمحتجين التي يقال إنها قد زادت من حدة غضب المناهضين للشاه وقضت على «أي أمل للتسوية» في 8 سبتمبر 1978 (17 شهريور) في طهران. وعلى إثر ذلك، فرض الشاه الأحكام العرفية، وحُظرت المظاهرات، وعلى الرغم من ذلك خرج الآلاف من المتظاهرين الذين تجمعوا في طهران. وقامت قوات الأمن بإطلاق النار على المتظاهرين وقتلهم، فيما أصبح يعرف باسم الجمعة السوداء.
وأعلنت القيادة الدينية أن «الآلاف قد قتلوا على يد القوات الصهيونية»،
«يتراوح عدد الضحايا في... يوم الجمعة السوداء بين أقل من مائة وحتى عدة آلاف. وتمكنت مؤسسة الشهداء التي تأسست بعد الثورة من حصر 79 قتيلاً، بينما بلغ تعداد مكتب الطبيب الشرعي 82، وسجلت مقبرة طهران الرئيسية بهشت الزهراء 40 قتيلاً فقط.»

### التفسير
من التفسيرات التي طرحت لتأويل هذا العدد الصغير من الضحايا تردد الشاه في استخدام القوة. وقد أصر الشاه "كثيرًا" على إخبار "المبعوثين الأجانب" أنه "لا يرغب في قتل رعاياه من أجل إنقاذ عرشه". "وكانت التعليمات التي أصدرها دائمًا مماثلة: "افعلوا المستحيل لتجنب إراقة الدماء". وعلى الرغم من أن هذا الادعاء كان مغايرًا "لصورة الجماهير الغفيرة التي وقفت في وجه إطلاق النار من الأسلحة الرشاشة" أثناء الثورة، "أكد" مختلف المسؤولين العسكريين في ذلك الحين هذا الكلام، وذلك وفقًا لما ورد عن المؤلف تشارلز كورزمان.
خلال عام 1978، اقترح قائد قوات فرض الأحكام العرفية قصف مدينة قم. وترددت الأنباء أن جنرالاً في سلاح الجو عرض قتل مئات الآلاف من المحتجين لقمع الاضطرابات. وكان أحد جنرالات السافاك قد زود ضيفًا من وكالة الاستخبارات المركزية الأمريكية ببعض التفاصيل الوحشية حول كيفية وضع حد للمظاهرات في غضون أسبوع إذا منحه الشاه السلطة لذلك. كما اقترح رئيس بلد مجاور إعدام 700 من الملالي (أئمة المساجد)..... إلا أن الشاه رفض جميع هذه الخطط.

## أثناء الحكومة الإسلامية

### اغتيال مسئولي النظام

#### تفجير هفت تير
في يوم 28 يونيو 1981 مـ وقع تفجير مدوٍ في المقر الرئيسي للحزب الجمهوري الإسلامي (IRP) في طهران، أثناء انعقاد اجتماع لقادة الحزب. ولقي ثلاثة وسبعون مسؤولاً بالحزب الجمهوري الإسلامي مصرعهم، ومن بينهم قاضي القضاة آية الله محمد بهشتي، (ثاني أقوى الشخصيات في الثورة بعد آية الله الخميني آنذاك). ويُعتقَد أن منظمة مجاهدي خلق الإيرانية هي المسؤولة عن الهجوم.

#### اغتيال الرئيس رجائي ورئيس الوزراء باهنر
استمرت الاغتيالات التي استهدفت كبار المسؤولين والداعمين الناشطين للنظام على يد المجاهدين على مدار العام أو العامين التالين، وإن فشلت تلك الاغتيالات في الإطاحة بالحكومة. وفي 30 أغسطس، أي بعد شهرين من تفجير هفت تير، وقع تفجير آخر أسفر عن مقتل الرئيس رجائي ورئيس الوزراء محمد جواد باهنر. وتم التعرف على هوية مرتكب التفجير، وهو أحد الأعضاء الناشطين في حركة مجاهدي خلق اسمه مسعود كشميري، والذي أشارت التقارير إلى أنه أوشك في تلك العملية على اغتيال الحكومة بأكملها، بما في ذلك الخميني. وجاء رد الفعل بعد التفجيرين عنيفًا؛ إذ تعرض الكثير من المجاهدين وغيرهم من الجماعات اليسارية للاعتقال والإعدام.

#### محاولة اغتيال مندوب الخميني في مجلس الدفاع الوطني
في 27 حزيران/يونيو 1981، عندما كان آية الله علي خامنئي يلقى الخطاب في صلاة مسجد أبوذر، انفجرت القنبلة في مسجّل الشريط الذي كان موجها أمامه، وأصيبت ذراعه وحباله الصوتية ورئته إصابات خطيرة وانقطعت عدد من العروق وعصبات من يده اليمني فأُصيبت يده بالشلل التّـام.

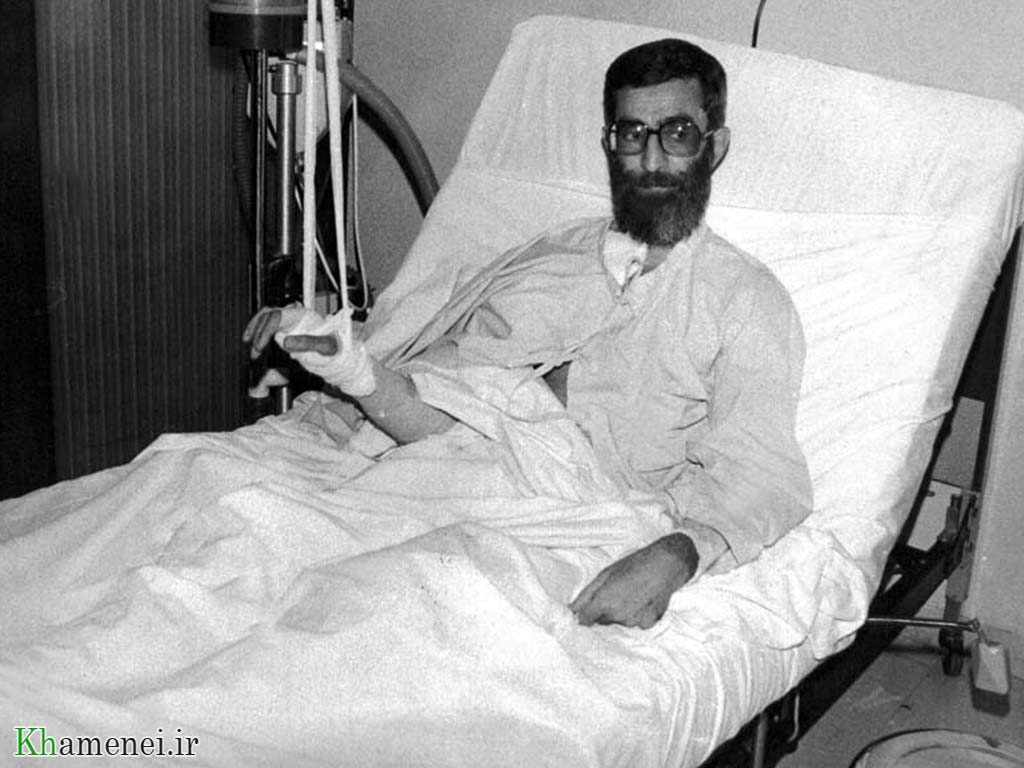
علی خامنئي في المستشفی بعد محاولة الاغتيال

عندما عاد علي خامنئي من خط المواجهة للحرب وزار آية الله الخميني، ذهب إلى مسجد أبوذر لإلقاء خطاب للمصلين هناك كما كان مقررا له ليوم السبت. يقع مسجد أبوذر في أقصي الأحياء الجنوبية بطهران وكان آيت الله الخامنئي يلقي محاضرات أسبوعية وجلسات المسائلة والإجابة في هذا المسجد بعد إقامة صلاة الظهر والعصر. في ذلك الوقت كان خامنئي ممثل آية الله الخميني في المجلس الأعلى للدفاع الوطني وكذلك أمام جمعة طهران. بعد إقامة صلاة الظهر، بدأ آية الله خامنئي لإلقاء محاضرة للمصلين الذين كتبوا أسئلتهم على ورقة وأرسلوها إليه. بعد بضعة دقائق تم استقرار مسجل الشريط مع الأوراق على المنصة الخشبية الذي كان الخامنئي واقفا خلفها ليلقي بمحاضرته، من قبل الشاب الذي اضغط على زر التشغيل. بعد دقيقة صوت مكبرات الصوت أصبح مثل الصافرة وفجأة انفجر مسجل الشريط. تقول التقارير بأنه لم تنفجر القنبلة كلها بل جزءا منها.

#### انفجار في صلاة الجمعة طهران
في يوم 24 مارس 1985 مـ وقع انفجار في صلاة الجمعة في طهران في حين خطبة الجمعة من قبل علي خامنئي، أسفر هذا الانفجار عن مقتل 14 شخصا وجرح 88 وقيل أن منظمة مجاهدي خلق هي المسئولة عن هذه الحادثة.

### محاكمة مسؤولي النظام السابق
في أعقاب الإطاحة بحكومة الشاه في 11 فبراير 1979 (22 بهمن 1357)، أعدمت القيادة الثورية أعضاء النظام القديم، بما في ذلك كبار الجنرالات. ولهذا الغرض، شكل النظام الإسلامي لجانًا ثورية في جميع المحافظات. وكان آيت الله محمد رضا مهدوي كاني رئيس اللجان الثورية المركزية المؤقتة للثورة الإسلامية. وكانت اللجان الثورية تفتقر إلى وجود الآلية اللازمة والإجراءات القانونية التي تؤدي إلى إعادة الهيكلة في 8 مارس 1979.
في أول شهرين، قتل أكثر من 200 من كبار المسؤولين المدنيين في حكم الشاه عقابًا لهم وللقضاء على خطر الانقلاب. ووافقت محكمة طهران على أول أربع أحكام بالإعدام في حق جنرالات الشاه في فبراير 1979. وكان هؤلاء الجنرالات هم مهدي رحيمي، القائد العسكري لطهران، ورضا ناجي، الحاكم العسكري لأصفهان، ونعمت الله نصيري، رئيس السافاك ومنوشهر خسروداد، جنرال في القوات الجوية. وقد تم إعدام الجنرالات الأربعة رميًا بالرصاص على سطح المقرات التي أصبحت فيما بعد تابعة لآية الله الخميني في 15 فبراير.
في 7 إبريل 1979، تم إعدام رئيس الوزراء الإيراني السابق أمیر عباس هویدا. وبعدها بيومين، في 9 إبريل تم إعدام عشرة من كبار المسؤولين في نظام الشاه، من بينهم اثنان من الجنرالات وأحد الوزراء في طهران. وكان من بين الذين نُفذ بهم حكم الإعدام القائد العام للقوات الجوية أمير حسين ربيعي. وفي 11 إبريل أيضًا، تم إعدام وزير الخارجية السابق عباس علي خلعتبري وعشرة مسؤولين آخرين شنقًا في طهران. في 8 مايو أعدم ما مجموعه 21 من المسؤولين الإيرانيين السابقين، بما في ذلك ثلاثة سياسيين سابقين على مستوى عالٍ. وتمثل هؤلاء في كل من جواد سعيد المتحدث السابق باسم المجلس، وغلام رضا كيانبور وزير الإعلام السابق، ومحمد رضا عاملي طهراني وزير التعليم السابق. وفي 9 مايو، تعرض ثمانية أشخاص من بينهم مسؤول يهودي بارز، ووزير الإعلام السابق عبد الحسن سعداتمند للإعدام شنقًا ليرتفع عدد القتلى إلى 119 منذ فبراير 1979. وفي 23 يوليو 1979، أعدم خمسة رجال آخرين في محافظة خوزستان. وبذلك، يصبح إجمالي عدد القتلى 363 قتيلاً جراء عمليات الإعدام منذ فبراير 1979. وفي أغسطس 1979، بدأت المحاكم في عقد محاكمات لأفراد الأقليات العرقية في البلاد الذين شاركوا في المظاهرات المناهضة للحكومة، وأسفرت المحاكمات عن إصدار أحكام بالإعدام واسعة النطاق. بحلول نوفمبر 1979، كان إجمالي عدد القتلى قد بلغ 550 وبحلول يناير 1980، كان عددهم قد وصل إلى 582 على الأقل.
وقد اشتكى النقاد من أن المحاكمات موجزة ينقصها محامي دفاع أو محلفون أو الشفافية أو فرصة للمتهمين للدفاع عن أنفسهم، حيث عقدت على يد قضاة ثوريين مثل صادق خلخالي، وهو قاض في الشريعة الإسلامية. أما الذين هربوا من إيران فلم يكونوا محصنين. فبعد عقد من الزمان، اغتيل رئيس وزراء أسبق آخر وهو شابور بختيار في باريس، وهو واحد من 63 إيرانيًا على الأقل قتلوا أو جرحوا في الخارج منذ الإطاحة بالشاه، على الرغم من الاعتقاد بأن هذه الهجمات قد توقفت بعد بداية تسعينيات القرن العشرين.
ثم تسارعت وتيرة الإعدامات، مما أسفر عن إعدام ما لا يقل عن 906 بين يناير 1980 ويونيو 1981. وبعد إدانة الرئيس أبو الحسن بني صدر في 20 يونيو 1981 (30 خرداد 1360)، بُذلت جهود متضافرة لإيجاد أنصار الرئيس الذين تحولوا للمعارضة وإعدامهم، وخاصة اليساريين منهم. لتصبح إراقة الدماء أكثر سوءًا. ووفقًا لشاؤول بخاش،
ربما لن نعرف أبدًا على وجه التحديد عدد الذين فقدوا حياتهم. وقد وثقت منظمة العفو الدولية 2946 حالة إعدام في 12 شهرًا بعد إقالة بني الصدر. وفي العام التالي، رصدت قائمة جمعتها حركة مجاهدي خلق 7746 شخصًا كانوا قد فقدوا حياتهم إما بالإعدام شنقًا، أو في اشتباكات بالشوارع، أو تحت وطأة التعذيب في فترة قصيرة من يونيو 1981 إلى سبتمبر 1983.
وفقًا للمؤرخ إرفاند أبراهاميان، قامت المحاكم الثورية بإعدام أكثر من 8000 معارض بين يونيو 1981 ويونيو 1985؛ وقد كانوا بشكل رئيسي أعضاء بحركة مجاهدي خلق، وكان من بينهم أيضًا
الفدائيون والأكراد وأنصار حزب توده والجبهة الوطنية وأنصار شريعتمداري.... وقد كانت حصيلة الوفيات بين الثوار أكبر بكثير من الموالين للحكم الملكي. فهذه الثورة - مثل غيرها - افترست أبناءها.

### قائمة المصادر
- Keddie, Nikki, Modern Iran: Roots and Results of Revolution by Nikki Keddie, Yale University Press, 2003
- Mackey, Sandra The Iranians: Persia, Islam and the Soul of a Nation, New York: Dutton, c1996.
- Taheri, Amir, The Spirit of Allah: Khomeini and the Islamic Revolution, Adler and Adler, c1985